# نقطة حفظ
نقطة حفظ (بالإنلكيزية: Checkpointing) هي تقنية توفر التسامح مع الأخطاء لأنظمة الحوسبة. ويتكون أساسًا من حفظ لقطة لحالة التطبيق، بحيث يمكن إعادة تشغيل التطبيقات من تلك النقطة في حالة الفشل. وهذا مهم خاصة للتطبيقات طويلة المدى التي تُنفذ في أنظمة الحوسبة المعرضة للفشل.